# تاوريرت تملالت
تاوريرت تملالت هي قرية موجودة في بلدية قنزات، الكائنة بدائرة قنزات، بولاية سطيف الجزائرية.